# Rivière aux Oiseaux
Pour les articles homonymes, voir Oiseau (homonymie).
La rivière aux Oiseaux est un affluent de la rivière Mistassibi, coulant dans le territoire non organisé de Rivière-Mistassini, dans la municipalité régionale de comté (MRC) de Maria-Chapdelaine, dans la région administrative de Saguenay–Lac-Saint-Jean, dans la province de Québec, au Canada. La partie supérieure de la rivière (soit en amont du Lac aux Oiseaux) traverse la zec de la Rivière-aux-Rats,.
La vallée de la rivière aux Oiseaux est surtout desservie par la route forestière R0255 pour les besoins de la foresterie et des activités récréotouristiques.
La foresterie constitue la principale activité économique du secteur ; les activités récréotouristiques, en second.
La surface de la rivière aux Oiseaux est habituellement gelée de la fin novembre au début avril, toutefois la circulation sécuritaire sur la glace se fait généralement de la mi-décembre à la fin mars.

## Géographie
Le cours de la rivière aux Oiseaux est située entre les rivières Mistassibi et rivière aux Rats. La rivière aux Oiseaux traverse les lacs suivants (de l’amont en aval) : Grand lac de l’Enclume et lac aux Oiseaux.
Les principaux bassins versants voisins de la rivière aux Oiseaux sont :
- côté nord : Petit lac Touladi, rivière Mistassibi, rivière Mistassibi Nord-Est, rivière Bureau ;
- côté est : rivière Mistassibi, rivière Mistassibi Nord-Est, lac Pelletier, rivière Brûle-Neige ;
- côté sud : ruisseau Malfait, rivière Mistassibi, lac Malfait, lac Connelly ;
- côté ouest : lac Clair (rivière aux Rats), ruisseau du Caribou, rivière aux Rats, ruisseau de la Cache[2].

La rivière aux Oiseaux prend sa source à l’embouchure du lac Long (longueur : 1,2 km ; altitude : 306 m) dans le territoire non organisé de Rivière-Mistassini. L’embouchure du lac de tête est située à :
- 4,9 km au Sud-Ouest de la route forestière R0255 ;
- 5,0 km au Sud-Ouest de la rivière Mistassibi ;
- 5,6 km au Nord-Est du lac Clair ;
- 17,4 km au Nord-Ouest de la confluence de la rivière aux Oiseaux et de la rivière Mistassini[2].

À partir de sa source, la rivière aux Oiseaux coule sur 20,4 km vers le sud-ouest entièrement en zone forestière sur un dénivelé de 96 m, selon les segments suivants :
- 3,1 km vers l’Est notamment en traversant sur 1,9 km le Grand lac de l’Enclume (longueur : 1,9 km ; altitude : m), jusqu’à son embouchure ;
- 1,5 km vers le Sud, jusqu’à la décharge (venant de l’Ouest) du Petit lac de l’Enclume ;
- 8,3 km vers le sud-est, notamment en traversant sur 2,2 km le lac aux Oiseaux (altitude : 219 m), jusqu’à son embouchure. Note : le Lac aux Oiseaux reçoit par sa rive Ouest la décharge du Lac à Mac ;
- 2,6 km vers le sud-est en courbant vers l’Est en fin de segment, jusqu’à la décharge (venant du Nord-Est) du lac Pelletier ;
- 4,9 km vers le Sud-Est relativement en ligne droite et en recueillant deux décharges (venant du Nord-Est) de lacs, jusqu’à son embouchure[2].

La rivière aux Oiseaux se déverse dans un coude de rivière sur la rive nord de la rivière Mistassibi. Cette confluence est située à :
- 5,8 km à l’Ouest de l’embouchure de la rivière Connelly (confluence avec la rivière Mistassibi) ;
- 8,2 km au Sud-Ouest de l’embouchure de la rivière Brûle-Neige ;
- 59,0 km en amont de la confluence de la rivière Mistassibi avec la rivière Mistassini ;
- 79,1 km au nord de l’embouchure de la rivière Mistassini (confluence avec le lac Saint-Jean) ;
- 89,5 km au nord-ouest de l’embouchure du lac Saint-Jean[4],[2].

À partir de l’embouchure de la rivière aux Oiseaux, le courant descend le cours de la rivière Mistassibi sur 73,3 km vers le Sud, le cours de la rivière Mistassini sur 24,6 km d’abord vers l’Est, puis vers le Sud-Ouest. À l’embouchure de cette dernière, le courant traverse le lac Saint-Jean sur 42,7 km vers l’est, puis emprunte le cours de la rivière Saguenay vers l’est sur 155 km jusqu'à la hauteur de Tadoussac où il conflue avec le fleuve Saint-Laurent.

## Toponymie
Le toponyme de « rivière aux Oiseaux » a été officialisé le 5 décembre 1968 à la Banque des noms de lieux de la Commission de toponymie du Québec.